# Partido Constitucional (España)
Partido Constitucional fue una agrupación política que estuvo activa en España entre 1871 y 1880. Durante el reinado de Amadeo I (1871-1873) se alternó en el poder con el Partido Demócrata-Radical. 

## Historia
Formado en 1871, tras la escisión de los progresistas que siguió a la muerte del general Prim, el Partido Constitucional constituyó a su vez el núcleo del Partido Liberal de la época de la Restauración. El ala derecha del Partido Progresista y la Unión Liberal se organizaron bajo la jefatura del general Serrano y de Sagasta.
El Partido Constitucional se alternaría en el poder con el Partido Radical durante el segundo año del breve reinado de Amadeo I. Durante el año 1874, bajo la dictadura de Serrano durante la Primera República Española, el Partido Constitucional tuvo a su cargo buena parte de la responsabilidad del gobierno. 
En 1875, cuando comenzó la Restauración borbónica en España, el Partido Constitucional se dividió: los conducidos por Manuel Alonso Martínez le ofrecieron su colaboración a Cánovas en la elaboración del nuevo texto constitucional, mientras que el resto del partido siguió defendiendo la vigencia de la Constitución de 1869, a su vez expresión de las conquistas liberales del Sexenio Democrático. 
En 1880, los constitucionales se unen a algunas destacadas personalidades políticas y forman el Partido Liberal Fusionista, bajo el liderazgo de Sagasta.
- Historia de España, Vicens Vives, 2009, ISBN 978-84-316-9037-3